# セールロンダーネ山地
セールロンダーネ山地（英: Sør Rondane Mountains）は、南極大陸にある山地。

## 概要
1937年にノルウェーのLars Christensen調査隊が発見し、ノルウェーの国立公園にもなっているロンダーネ山地から命名されたもので「南のロンダーネ」を意味する。昭和基地の西方約600キロメートルの南緯72度5分、東経25度付近に位置する四国ほどの面積の山地で、標高1,000メートルから3,000メートル級の山が連なる。最高峰は2,996メートル。山地は6〜5億年前にゴンドワナ大陸の衝突によって形成されたと考えられている。
大陸のほとんどを氷床に覆われる南極にあって数少ない露岩地区であり、近年も日本の南極観測隊が複数回の地学調査を行なっている。
山地はその周囲を多数のクレバスに囲まれており、1989年1月13日には日本隊の隕石探査チームの雪上車がクレバスに落下する事故も発生している。
国立極地研究所南極地名委員会の定める標準カナ文字表記では、中黒のつかない「セールロンダーネ」であるが、日本語文献では表記のぶれがあり、「セール・ロンダーネ」と中黒つきで記される場合もあり、「セロンダン山脈」と表記した例もある。

## 領有権

ドロンニング・モード・ランド

南極条約によって凍結されているが、ノルウェーはセールロンダーネ山地を含むドロンニング・モード・ランドの領有権を主張している。